# Manuel Cardoso do Couto
Manuel Cardoso do Couto (Altares, 5 de outubro de 1893 — Lisboa, 4 de junho de 1953) foi um sacerdote católico, professor de Filosofia, orador sacro de nomeada e jornalista. 

## Biografia
Nascido no seio de uma família de lavradores dos Altares, Manuel Cardoso do Couto matriculou-se no ano lectivo de 1907/1908 no Seminário Diocesano de Angra. Distinguindo-se como aluno brilhante, em 1914, ano em que terminou o 2.º ano de Teologia, foi convidado pelo bispo de Angra para frequentar a Universidade Gregoriana, de Roma. Aceitou o convite, formando-se Filosofia por aquela Universidade no ano 1917 e em Teologia no ano de 1920.
Enquanto estudante em Roma ordenou-se sacerdote em cerimónia celebrada na Basílica de São João de Latrão a 30 de Março de 1918. Terminado o curso de Teologia, em 1920 regressou a Angra do Heroísmo, sendo convidado para o cargo de prefeito do Seminário onde estudara. Professor de Filosofia no Seminário, foi logo naquele ano nomeado vice-reitor, cargo que ocupou até 21 de Julho de 1928. Manteria a regência da disciplina de Filosofia  até 1950, leccionando durante mais de 30 anos. 
Em complemento das suas funções no Seminário Episcopal, foi nomeado director do Boletim Eclesiástico dos Açores, o órgão oficial da Diocese de Angra, cargo que manteve até 1928. 
Em 31 de Outubro de 1940 assumiu o cargo de director do jornal A União, propriedade da Diocese de Angra e do qual já era colaborador assíduo. Como director e jornalista, foi um defensor acérrimo das causas da ilha Terceira e um grande propagandista dos valores então defendidos pela Igreja Católica açoriana, assumindo posições por vezes ultraconservadoras e um fervor apologético contra o que considerava as tendências heréticas do século.
Esse fervor apologético é reflexo do seu percurso intelectual, filosófico e teológico, marcado pelo aristotelismo de inspiração tomista. Foi leitor atento dos escritos do arcebispo Désiré-Joseph Mercier desde a década de 1920, sendo também profundamente influenciado pelo seu pensamento, o que transparece na sua obra escrita.
Para além das suas funções como professor e publicista, o dr. Manuel Cardoso do Couto, mais conhecido pelo dr. Couto, foi um orador sacro muito apreciado, pregando sermões nas principais celebrações litúrgicas da ilha. A forma como usava o púlpito mereceu-lhe nos círculos católicos o epíteto de o Vieira Terceirense.
A maioria dos escritos de Manuel Cardoso do Couto está dispersa-se pelos revistas e jornais açorianos da época, especialmente nas páginas de A União (particularmente no período 1940-1953, durante o qual dirigiu aquele periódico), no semanário O Atlântico e no diário A Pátria.
Faleceu em Lisboa, cidade para onde viajara pouco antes de falecer em busca de cuidados médicos. Foi trasladado para Angra do Heroísmo, cidade aonde os seus restos mortais chegaram a 23 de Junho de 1953, sendo sepultados no Cemitério do Livramento.

## Principais obras publicadas
- 1926 — "Cardeal Mercier. Prelúdios": Revista de Religião e Cultura. Angra do Heroísmo, Seminário Diocesano de Angra, 3: 1-7.
- 1941 — "São Tomás de Aquino e a Ordem Nova": Tomaz de Aquino: 7 de Março de 1941. Angra do Heroísmo, Seminário Diocesano de Angra: 25-28.
- 1941 — Algumas Comemorações Centenárias em Angra do Heroísmo em MCMXL (discursos). Angra do Heroísmo, União Gráfica Angrense.
- 1942 — Capital e Trabalho. Separata de A União, Angra do Heroísmo.
- 1943 — "Saúde Moral e Física": Estudo e Acção. Angra do Heroísmo, Ed. M. P.: 91-99.
- 1940-1953 — Editoriais e artigos diversos em A União. Angra do Heroísmo.